# 1948 (Toen was geluk heel gewoon)
1948 (Toen was geluk heel gewoon) is een Nederlandstalig lied, dat bekend is geworden in de versie van Gerard Cox.

## Het lied
In de lente van 1972 bereikte het lied Alone Again (Naturally) van Gilbert O'Sullivan de Nederlandse hitlijsten, en wist het op 5 april tot de 21ste plaats te brengen. Kees van Kooten en Wim de Bie, die op dat moment meewerkten aan het VARA-programma Hadimassa, besloten het lied van een Nederlandse tekst te voorzien. Ze vertolkten het nog diezelfde maand, op 28 april in de op-een-na-laatste aflevering van het programma.
Het lied is geschreven vanuit het perspectief van twee mensen, die vertellen over hun eenvoudige, maar gelukkige kinderjaren eind jaren veertig. De tekst ademt een nostalgische sfeer, waarin verlangd wordt naar 'die goeie ouwe tijd', een tijdperk waarin geluk blijkbaar nog heel gewoon was.
Kees van Kooten, geboren in 1941, vertelde in 2004 in een radio-interview dat hij bij het schrijven van het lied werd geïnspireerd door een sterk "verstild" ideaalbeeld: "De warmste gevoelens die ik ooit heb gehad (...) Absoluut, een warme gelukkige herinnering. En tegelijkertijd een heel beangstigende herinnering, want je denkt, wat waren we nog onwetend!" Van Kooten en De Bie zetten het nummer zelf niet op de plaat.

## Gerard Cox
Annemarie Oster, medespeelster van Van Kooten en De Bie in Hadimassa, liet de liedtekst aan haar toenmalig echtgenoot John Vis zien, die het een geschikt nummer vond voor Gerard Cox. Cox, die Van Kooten nog uit cabaretgroep Lurelei kende, nam het nummer vervolgens op met producer Ruud Jacobs. De muziek werd verzorgd door Rogier van Otterloo. Voor Cox markeerde dit nummer, tezamen met 't Is weer voorbij die mooie zomer dat hij een jaar later uitbracht, een omslagpunt in zijn carrière.

### B-kanten
Er verschenen twee versies van de single. De B-kant van CBS 8448 is een cover van Airport song van de band Magna Carta in een vertaling van Cox zelf. De B-kant van CBS 8452 was Wat jammer toch dat alles altijd overgaat van Jules de Corte.

## Hitnoteringen

### Nederlandse Top 40
| Positie: | 26 | 21 | 23 | 28 | 30 | 38 | uit |

### Daverende 30 / Hilversum 3 Top 30
| Positie: | 30 | 27 | 23 | uit |

### NPO Radio 2 Top 2000
| Nummer met noteringen in de NPO Radio 2 Top 2000 | '03  | '04  |
| ------------------------------------------------ | ---- | ---- |
| 1948 (Toen was geluk heel gewoon)                | 1721 | 1934 |

1. ↑  Een vetgedrukt getal geeft de hoogste notering aan.
2. ↑  2003 was het eerste jaar met een notering voor dit nummer.
3. ↑  Deze tabel is bijgewerkt tot en met de laatste editie (2024).

## Trivia
- Het bekendste zinnetje uit het nummer zou Gerard Cox ruim 20 jaar later, in 1994, gebruiken als titel voor de zeer succesvolle komische televisieserie Toen was geluk heel gewoon. Net als de plaat was ook de tv-serie een nostalgische terugblik op vroeger.
- Eind 1999 zongen Gerard Cox en Sjoerd Pleijsier nog een millenniumversie op de wijs van 1948, over Nederland anno 1999.